# Aspidostoma
Aspidostoma is een mosdiertjesgeslacht uit de  familie van de Aspidostomatidae en de orde Cheilostomatida.  De wetenschappelijke naam ervan werd in 1881 voor het eerst geldig gepubliceerd door Hincks.

## Soorten
- Aspidostoma coronatum (Thornely, 1924)
- Aspidostoma giganteum (Busk, 1854)
- Aspidostoma livida Hayward & Cook, 1983
- Aspidostoma magna Hayward & Cook, 1979
- Aspidostoma sarcophagus Boonzaaier-Davids, Florence & Gibbons, 2020

Niet geaccepteerde soorten:
- Aspidostoma crassum Hincks, 1881 → Aspidostoma giganteum (Busk, 1854)
- Aspidostoma cylindricum Harmer, 1926 → Cryptostomaria cylindrica (Harmer, 1926)
- Aspidostoma obliquum Thornely, 1924 → Melicerita obliqua (Thornely, 1924)